# Tourgéville Military Cemetery
Le Tourgéville Military Cemetery  est un cimetière militaire de la Première et de la Seconde Guerre mondiale, situé sur le territoire de la commune de Tourgéville, dans le département du Calvados, au nord-est de Caen.

## Localisation
Ce cimetière est situé au nord du village, chemin du Cimetière-Militaire.

## Histoire
En juin 1917, des hôpitaux militaires de convalescents furent implantés dans le secteur de Trouville-sur-Mer.

C'est à cette date que fut commencé ce cimetière, implanté loin des lignes de front qui se situaient à 180 km au nord-est aux environs d'Amiens, pour inhumer les soldats décédés des suites de leurs blessures.

A l'issue de la Première Guerre mondiale, s’y alignaient 293 tombes de soldats morts en camp, soit de leurs blessures, soit pour plus d’un tiers de la grippe espagnole : 209 tombes de soldats du Commonwealth, 24 tombes de soldats américains (tombes retirées en 1932), 57 tombes allemandes (prisonniers) et 3 tombes civiles.

Au cours de la Seconde Guerre mondiale, des soldats du commonwhealt tombés dans le secteur furent inhumés dans ce cimetière ainsi que les corps de 33 prisonniers allemands
.

## Caractéristiques
Ce cimetière, d'un plan rectangulaire de 50 m sur 30,  est entouré d'une haie d'arbustes sur trois côtés. 

Le cimetière a été conçu par Sir Reginald Blomfield et John Reginald Truelove.

## Galerie

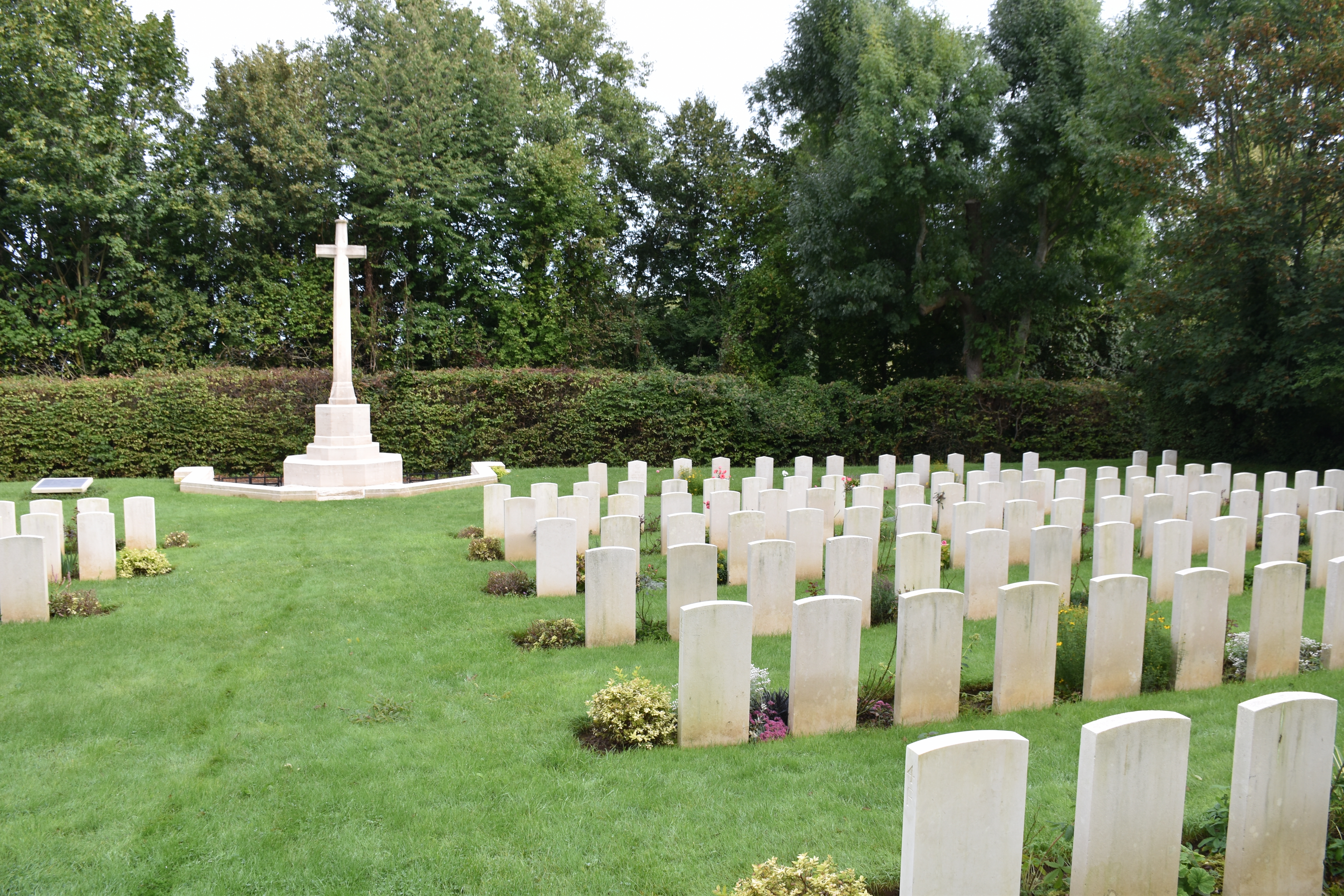
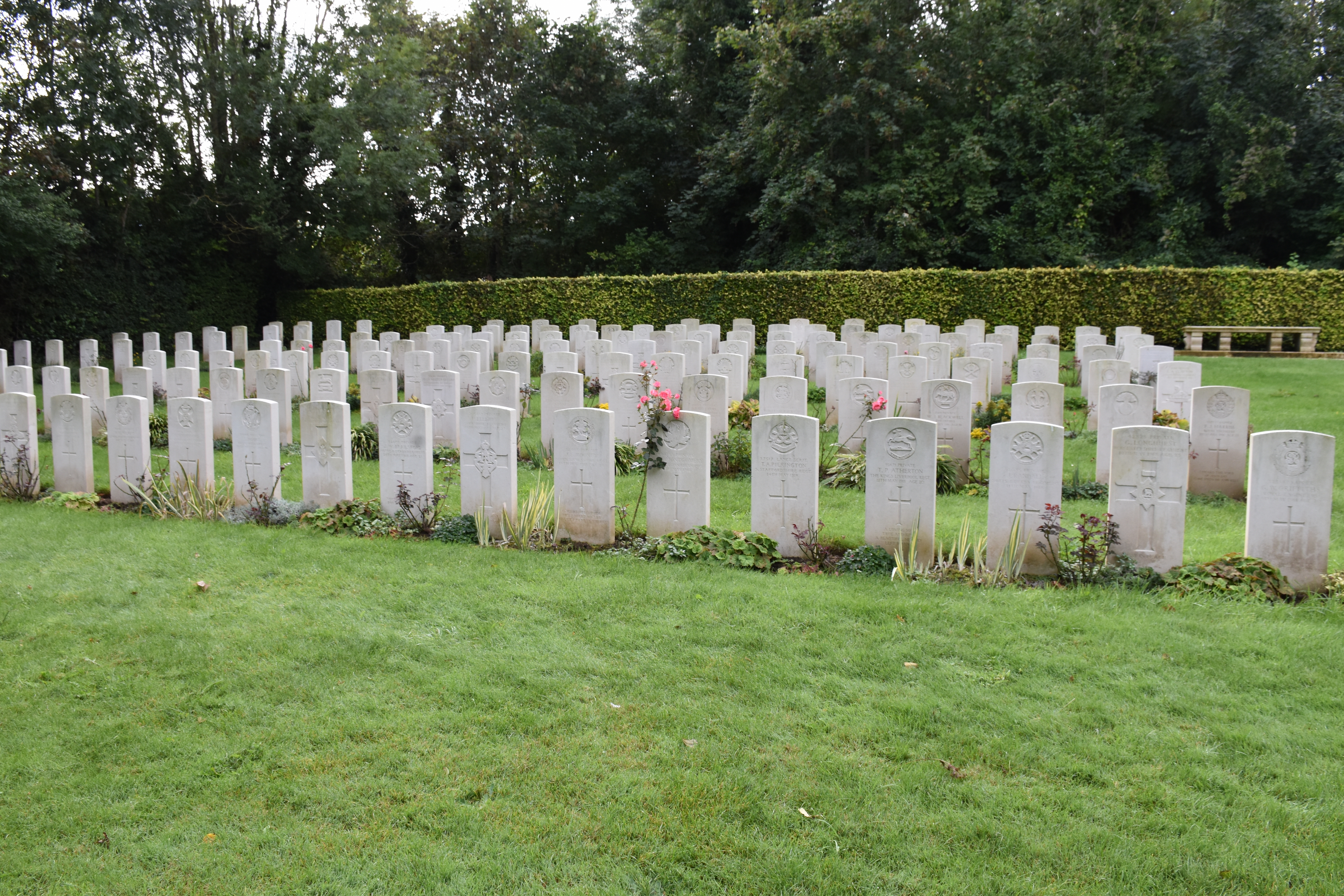
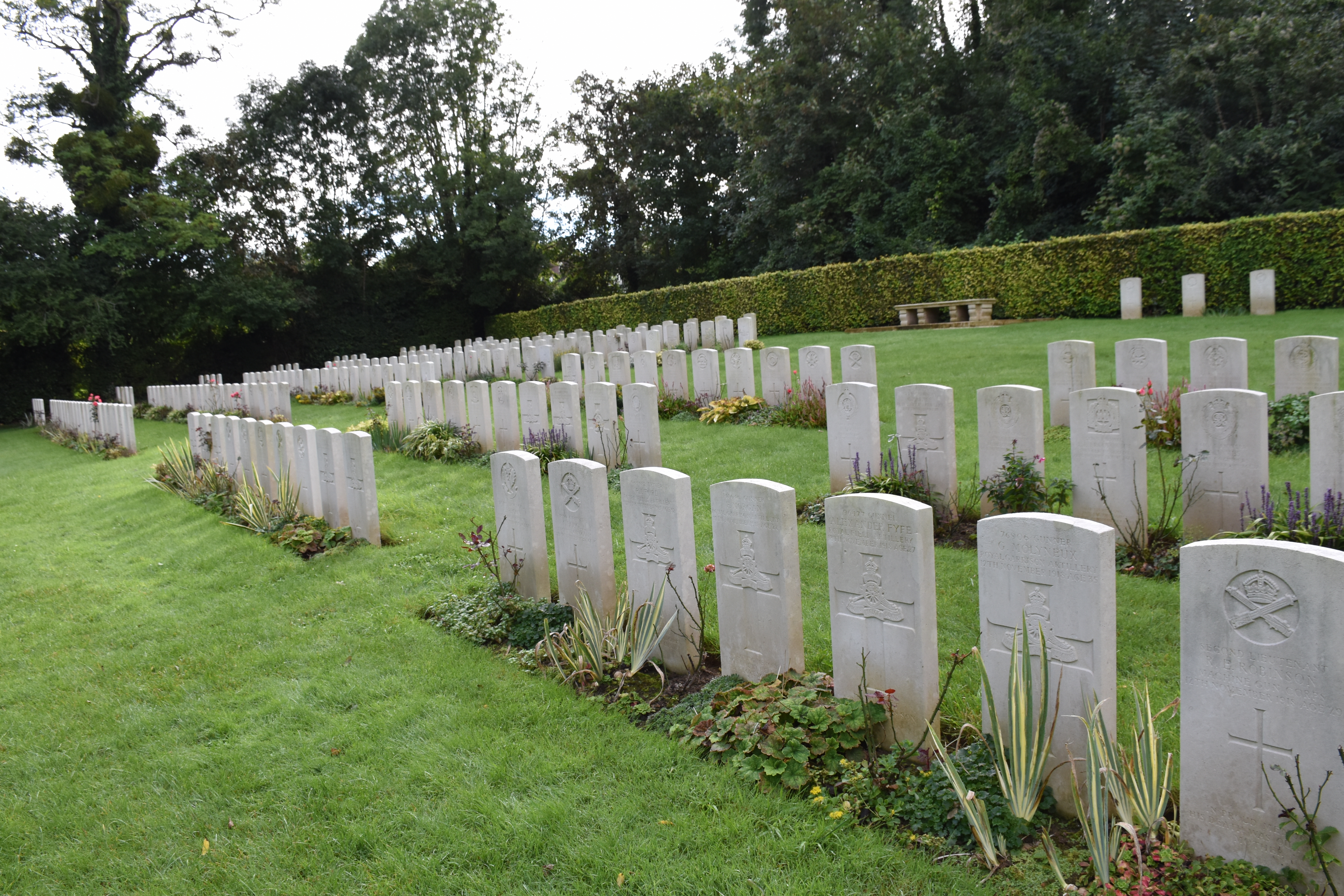
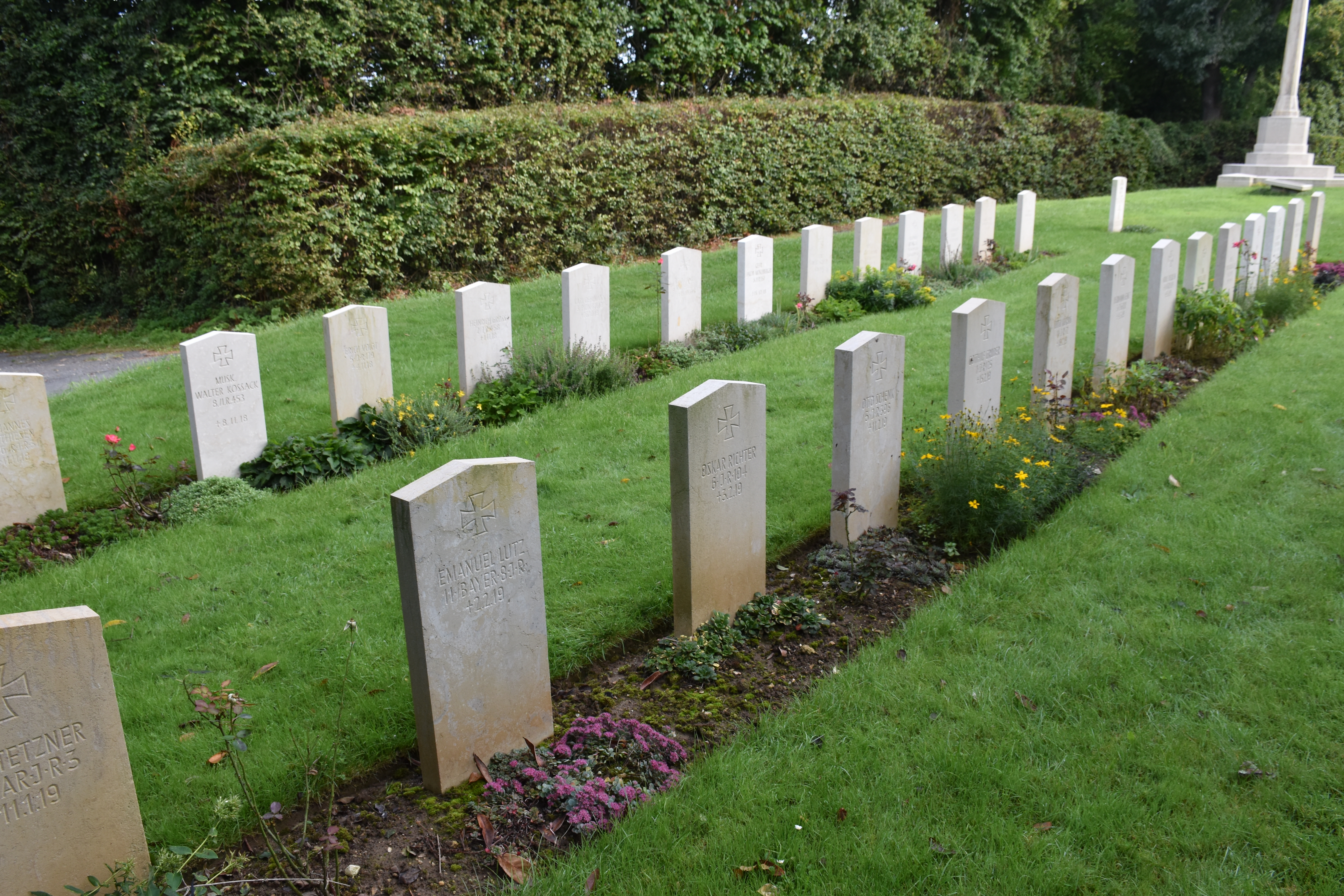
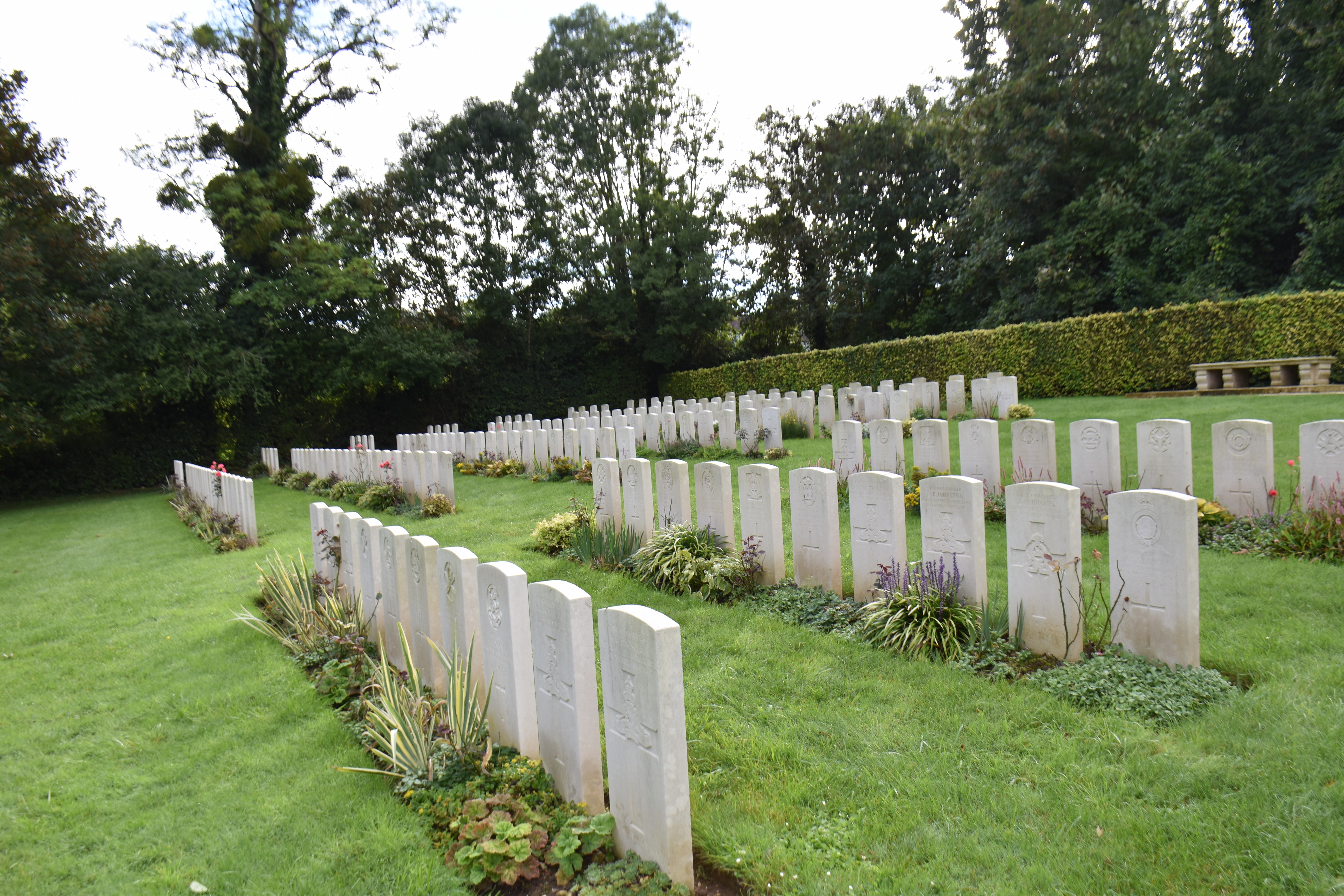
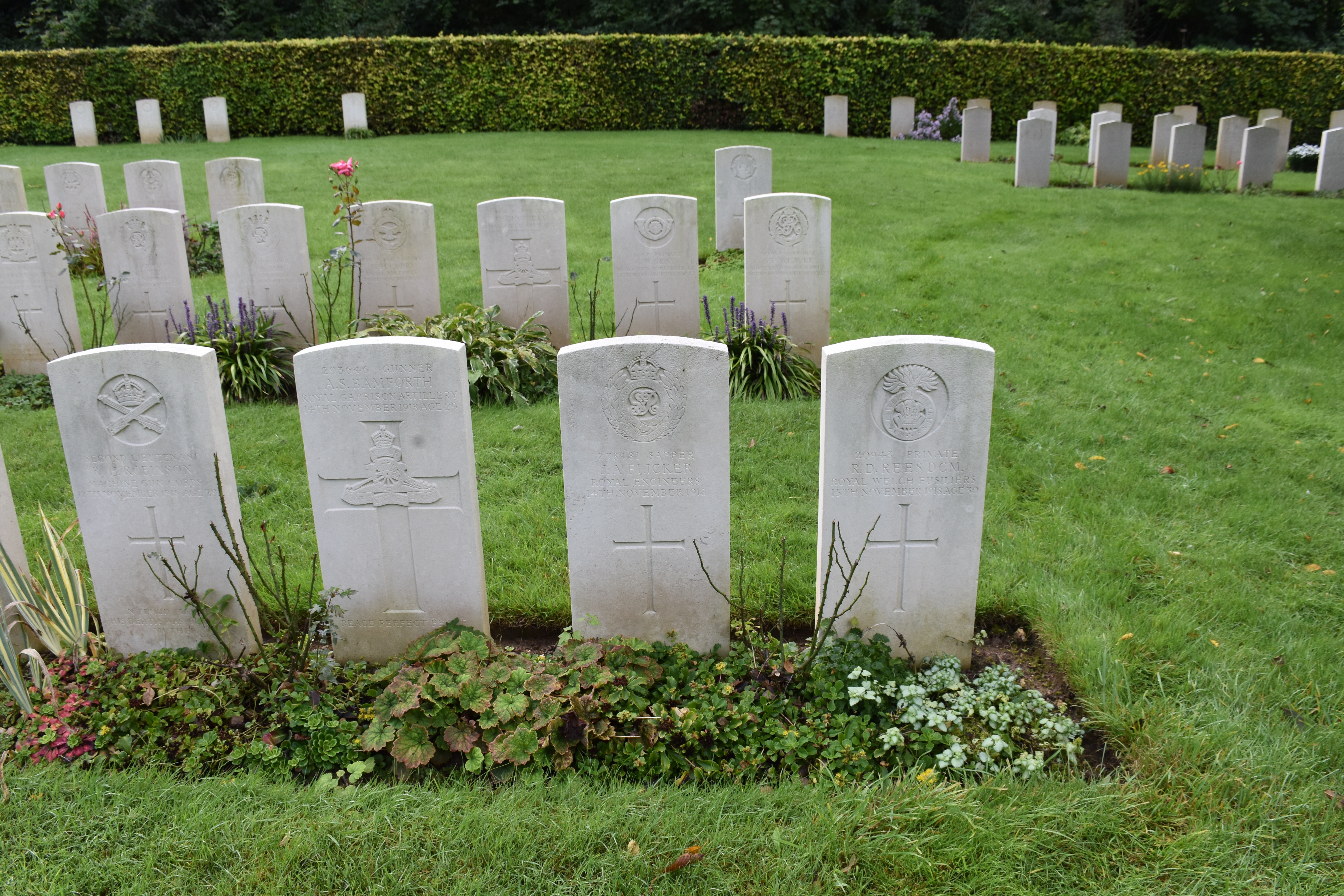

### Sépultures
| Pays             | Sépultures |
| ---------------- | ---------- |
| Royaume-Uni      | 194        |
| Australie        | 8          |
| Canada           | 7          |
| Nouvelle-Zélande | 1          |
| Allemagne        | 58         |
| Total            | 268        |

| Pays        | Sépultures |
| ----------- | ---------- |
| Royaume-Uni | 11         |
| Canada      | 2          |
| Allemagne   | 33         |
| Total       | 46         |